# Beatrice Egli/Diskografie
Diese Diskografie ist eine Übersicht über die musikalischen Werke der Schweizer Schlagersängerin Beatrice Egli. Den Quellenangaben und Schallplattenauszeichnungen zufolge hat sie mehr als 1,4 Millionen Tonträger verkauft. Ihre erfolgreichste Veröffentlichung ist das dritte Studioalbum Glücksgefühle mit über 450.000 verkauften Einheiten.

## Alben

### Studioalben
| Jahr | Titel Musiklabel                                   | Höchstplatzierung, Gesamtwochen, AuszeichnungChartplatzierungen (Jahr, Titel, Musiklabel, Platzierungen, Wochen, Auszeichnungen, Anmerkungen) | Höchstplatzierung, Gesamtwochen, AuszeichnungChartplatzierungen (Jahr, Titel, Musiklabel, Platzierungen, Wochen, Auszeichnungen, Anmerkungen) | Höchstplatzierung, Gesamtwochen, AuszeichnungChartplatzierungen (Jahr, Titel, Musiklabel, Platzierungen, Wochen, Auszeichnungen, Anmerkungen) | Anmerkungen                                                 |
| Jahr | Titel Musiklabel                                   | DE | AT | CH | Anmerkungen                                                 |
| ---- | -------------------------------------------------- | --- | --- | --- | ----------------------------------------------------------- |
| 2008 | Wenn der Himmel es so will Solymar Music (Solymar) | — | — | — | Erstveröffentlichung: Dezember 2008                         |
| 2011 | Feuer und Flamme Jabel Records (UMG)               | DE43 (12 Wo.)DE | AT9 Gold · (35 Wo.)AT | CH12 (13 Wo.)CH | Erstveröffentlichung: 9. September 2011 Verkäufe: + 10.000  |
| 2013 | Glücksgefühle Polydor (UMG)                        | DE2 ×2Doppelplatin · (37 Wo.)DE | AT2 ×2Doppelplatin · (54 Wo.)AT | CH1 Platin · (62 Wo.)CH | Erstveröffentlichung: 17. Mai 2013 Verkäufe: + 450.000      |
| 2013 | Pure Lebensfreude Polydor (UMG)                    | DE7 Platin · (33 Wo.)DE | AT5 Platin · (49 Wo.)AT | CH1 Platin · (41 Wo.)CH | Erstveröffentlichung: 22. November 2013 Verkäufe: + 235.000 |
| 2014 | Bis hierher und viel weiter Polydor (UMG)          | DE3 Platin · (34 Wo.)DE | AT3 Platin · (40 Wo.)AT | CH1 Gold · (54 Wo.)CH | Erstveröffentlichung: 24. Oktober 2014 Verkäufe: + 225.000  |
| 2016 | Kick im Augenblick Polydor (UMG)                   | DE3 Gold · (36 Wo.)DE | AT2 Gold · (36 Wo.)AT | CH3 (53 Wo.)CH | Erstveröffentlichung: 8. April 2016 Verkäufe: + 157.500     |
| 2018 | Wohlfühlgarantie Polydor (UMG)                     | DE2 Gold · (24 Wo.)DE | AT2 (24 Wo.)AT | CH1 (28 Wo.)CH | Erstveröffentlichung: 16. März 2018 Verkäufe: + 100.000     |
| 2019 | Natürlich! Polydor (UMG)                           | DE2 (18 Wo.)DE | AT4 (13 Wo.)AT | CH1 (17 Wo.)CH | Erstveröffentlichung: 21. Juni 2019                         |
| 2021 | Alles was du brauchst Polydor (UMG)                | DE1 (12 Wo.)DE | AT2 (7 Wo.)AT | CH1 (20 Wo.)CH | Erstveröffentlichung: 27. August 2021                       |
| 2023 | Balance Ariola (Sony)                              | DE1 Gold · (33 Wo.)DE | AT2 (14 Wo.)AT | CH1 (24 Wo.)CH | Erstveröffentlichung: 30. Juni 2023 Verkäufe: + 75.000      |

### Gemeinschaftsalben
| Jahr | Titel Musiklabel                             | Anmerkungen                                          |
| ---- | -------------------------------------------- | ---------------------------------------------------- |
| 2007 | Sag mir wo wohnen die Engel Koch Media (UMG) | Erstveröffentlichung: 12. Oktober 2007 mit Lys Assia |

### Livealben
| Jahr | Titel Musiklabel                             | Höchstplatzierung, Gesamtwochen, AuszeichnungChartplatzierungen (Jahr, Titel, Musiklabel, Platzierungen, Wochen, Auszeichnungen, Anmerkungen) | Höchstplatzierung, Gesamtwochen, AuszeichnungChartplatzierungen (Jahr, Titel, Musiklabel, Platzierungen, Wochen, Auszeichnungen, Anmerkungen) | Höchstplatzierung, Gesamtwochen, AuszeichnungChartplatzierungen (Jahr, Titel, Musiklabel, Platzierungen, Wochen, Auszeichnungen, Anmerkungen) | Anmerkungen                                                                          |
| Jahr | Titel Musiklabel                             | DE | AT | CH | Anmerkungen                                                                          |
| ---- | -------------------------------------------- | --- | --- | --- | ------------------------------------------------------------------------------------ |
| 2017 | Kick im Augenblick – Live Tour Polydor (UMG) | DE*DE | AT**AT | CH**CH | Erstveröffentlichung: 10. März 2017 * siehe Kick im Augenblick / ** siehe Videoalbum |

### Kompilationen
| Jahr | Titel Musiklabel                                                         | Höchstplatzierung, Gesamtwochen, AuszeichnungChartplatzierungen (Jahr, Titel, Musiklabel, Platzierungen, Wochen, Auszeichnungen, Anmerkungen) | Höchstplatzierung, Gesamtwochen, AuszeichnungChartplatzierungen (Jahr, Titel, Musiklabel, Platzierungen, Wochen, Auszeichnungen, Anmerkungen) | Höchstplatzierung, Gesamtwochen, AuszeichnungChartplatzierungen (Jahr, Titel, Musiklabel, Platzierungen, Wochen, Auszeichnungen, Anmerkungen) | Anmerkungen                           |
| Jahr | Titel Musiklabel                                                         | DE | AT | CH | Anmerkungen                           |
| ---- | ------------------------------------------------------------------------ | --- | --- | --- | ------------------------------------- |
| 2020 | Bunt – Best Of auch bekannt als: Mini Schwiiz, mini Heimat Polydor (UMG) | DE5 (11 Wo.)DE | AT4 (9 Wo.)AT | CH1 (50 Wo.)CH | Erstveröffentlichung: 14. August 2020 |
| 2023 | Das Beste zum Jubiläum Telamo (WMG)                                      | DE29 (1 Wo.)DE | AT34 (1 Wo.)AT | CH35 (2 Wo.)CH | Erstveröffentlichung: 28. Juli 2023   |

## Singles
| Jahr | Titel Album                                                                      | Höchstplatzierung, Gesamtwochen, AuszeichnungChartplatzierungen (Jahr, Titel, Album, Platzierungen, Wochen, Auszeichnungen, Anmerkungen) | Höchstplatzierung, Gesamtwochen, AuszeichnungChartplatzierungen (Jahr, Titel, Album, Platzierungen, Wochen, Auszeichnungen, Anmerkungen) | Höchstplatzierung, Gesamtwochen, AuszeichnungChartplatzierungen (Jahr, Titel, Album, Platzierungen, Wochen, Auszeichnungen, Anmerkungen) | Anmerkungen                                            |
| Jahr | Titel Album                                                                      | DE | AT | CH | Anmerkungen                                            |
| ---- | -------------------------------------------------------------------------------- | --- | --- | --- | ------------------------------------------------------ |
| 2009 | Lippenstift Wenn der Himmel es so will                                           | — | — | — | Erstveröffentlichung: 25. Mai 2009                     |
| 2013 | Mein Herz Glücksgefühle                                                          | DE1 Gold · (24 Wo.)DE | AT1 (19 Wo.)AT | CH1 Gold · (20 Wo.)CH | Erstveröffentlichung: 11. Mai 2013 Verkäufe: + 165.000 |
| 2013 | Verrückt nach dir Pure Lebensfreude                                              | DE48 (4 Wo.)DE | AT55 (2 Wo.)AT | CH53 (2 Wo.)CH | Erstveröffentlichung: 22. November 2013                |
| 2016 | Kick im Augenblick                                                               | — | — | — | Erstveröffentlichung: 1. April 2016                    |
| 2016 | Fliegen Kick im Augenblick                                                       | — | — | — | Erstveröffentlichung: 8. Juli 2016                     |
| 2017 | Federleicht Kick im Augenblick (Fan Edition)                                     | — | — | — | Erstveröffentlichung: 10. Februar 2017                 |
| 2017 | Herz an Wohlfühlgarantie                                                         | — | — | CH89 (1 Wo.)CH | Erstveröffentlichung: 20. Oktober 2017                 |
| 2018 | Mein Ein und Alles Wohlfühlgarantie                                              | — | — | — | Erstveröffentlichung: 9. Februar 2018                  |
| 2018 | Verliebt, verlobt, verflixt nochmal Wohlfühlgarantie                             | — | — | — | Erstveröffentlichung: 2. März 2018                     |
| 2019 | Terra Australia Natürlich!                                                       | — | — | — | Erstveröffentlichung: 18. April 2019                   |
| 2019 | Rock mis Härz Natürlich!                                                         | — | — | — | Erstveröffentlichung: 10. Mai 2019                     |
| 2019 | Le li la Natürlich!                                                              | — | — | — | Erstveröffentlichung: 31. Mai 2019                     |
| 2020 | Bunt Bunt – Best Of • Mini Schwiiz – mini Heimat                                 | — | — | — | Erstveröffentlichung: 24. Juli 2020                    |
| 2020 | Verboten gut vs. Bello e impossibile Bunt – Best Of • Mini Schwiiz – mini Heimat | — | — | — | Erstveröffentlichung: 25. Juli 2020                    |
| 2020 | Dahei Bunt – Best Of (Deluxe-Version) • Mini Schwiiz – mini Heimat               | — | — | — | Erstveröffentlichung: 31. Juli 2020                    |
| 2020 | I.N.S.T.A. Bunt – Best Of • Mini Schwiiz – mini Heimat                           | — | — | — | Erstveröffentlichung: 5. August 2020                   |
| 2020 | Bist du’s oder bist du’s nicht Bunt – Best Of • Mini Schwiiz – mini Heimat       | — | — | — | Erstveröffentlichung: 14. August 2020 mit Eloy de Jong |
| 2021 | Siebe mal Herz – siebe mal Schmerz Mini Schwiiz – mini Heimat (Gold-Edition)     | — | — | — | Erstveröffentlichung: 19. Februar 2021                 |
| 2021 | Alles was du brauchst                                                            | — | — | — | Erstveröffentlichung: 16. Juli 2021                    |
| 2021 | Samstagnacht (Pulsedriver Remix) Alles was du brauchst (Deluxe-Edition)          | — | — | — | Erstveröffentlichung: 13. August 2021                  |
| 2021 | Ganz egal Alles was du brauchst                                                  | — | — | — | Erstveröffentlichung: 20. August 2021                  |
| 2021 | Matterhorn Alles was du brauchst                                                 | — | — | — | Erstveröffentlichung: 23. August 2021                  |
| 2022 | Volles Risiko Balance                                                            | — | — | — | Erstveröffentlichung: 8. Juli 2022                     |
| 2023 | Neuanfang Balance                                                                | — | — | — | Erstveröffentlichung: 24. Februar 2023                 |
| 2023 | Balance                                                                          | — | — | — | Erstveröffentlichung: 2. Juni 2023                     |
| 2024 | Du, du, du Alles in Balance – Leise                                              | — | — | — | Erstveröffentlichung: 5. Januar 2024                   |
| 2024 | Ungeplant schön (Live) Alles in Balance – Laut & Live                            | — | — | — | Erstveröffentlichung: 16. August 2024                  |
| 2025 | Hör nie auf damit –                                                              | — | — | — | Erstveröffentlichung: 11. April 2025                   |
| 2025 | Wolkälos –                                                                       | — | — | — | Erstveröffentlichung: 26. Juni 2025                    |
| 2025 | Au revoir –                                                                      | — | — | — | Erstveröffentlichung: 27. Juni 2025                    |

## Videoalben und Musikvideos

### Videoalben
| Jahr | Titel Musiklabel                             | Höchstplatzierung, Gesamtwochen, AuszeichnungChartplatzierungen (Jahr, Titel, Musiklabel, Platzierungen, Wochen, Auszeichnungen, Anmerkungen) | Höchstplatzierung, Gesamtwochen, AuszeichnungChartplatzierungen (Jahr, Titel, Musiklabel, Platzierungen, Wochen, Auszeichnungen, Anmerkungen) | Höchstplatzierung, Gesamtwochen, AuszeichnungChartplatzierungen (Jahr, Titel, Musiklabel, Platzierungen, Wochen, Auszeichnungen, Anmerkungen) | Anmerkungen                                                    |
| Jahr | Titel Musiklabel                             | DE | AT | CH | Anmerkungen                                                    |
| ---- | -------------------------------------------- | --- | --- | --- | -------------------------------------------------------------- |
| 2017 | Kick im Augenblick – Live Tour Polydor (UMG) | DE*DE | AT2 (6 Wo.)AT | CH2 (9 Wo.)CH | Erstveröffentlichung: 10. März 2017 * siehe Kick im Augenblick |

### Musikvideos
| Jahr | Titel                               | Regie            |
| ---- | ----------------------------------- | ---------------- |
| 2013 | Mein Herz                           | Alan Smithee     |
| 2013 | Jetzt und hier für immer            | Alan Smithee     |
| 2013 | Verrückt nach dir                   |                  |
| 2014 | Irgendwann                          | Oliver Sommer    |
| 2014 | Auf die Plätze, fertig, ins Glück!  | Oliver Sommer    |
| 2015 | Wir leben laut                      |                  |
| 2015 | Ohne Worte                          |                  |
| 2016 | Kick im Augenblick                  |                  |
| 2016 | Fliegen                             | Oliver Sommer    |
| 2016 | Wo sind all die Romeos              |                  |
| 2017 | Federleicht                         |                  |
| 2017 | Herz an                             | Oliver Sommer    |
| 2018 | Verliebt, verlobt, verflixt nochmal |                  |
| 2018 | Was geht ab                         |                  |
| 2019 | Terra Australia                     |                  |
| 2019 | Le li la                            | Joscha Seehausen |
| 2019 | Zuhause                             |                  |
| 2020 | Bunt                                |                  |
| 2020 | Kleiner Stern                       | Walid Gorgy      |
| 2020 | Mini Schwiiz, mini Heimat           |                  |
| 2021 | Bist du’s oder bist du’s nicht      |                  |
| 2021 | Siebe mal Herz – siebe mal Schmerz  |                  |
| 2021 | Alles was du brauchst               | Franz Leibinger  |
| 2021 | Samstagnacht                        |                  |
| 2022 | Ganz egal                           | Franz Leibinger  |
| 2023 | Herzgesteuert                       | Franz Leibinger  |
| 2023 | Balance                             |                  |
| 2024 | Immer immer wieder tun              |                  |
| 2024 | Das Wissen nur wir                  |                  |
| 2025 | Hör nie auf damit                   |                  |
| 2025 | Au revoir                           |                  |

## Promoveröffentlichungen
Promo-Singles

| Jahr | Titel Album                                                    | Höchstplatzierung, Gesamtwochen, AuszeichnungChartplatzierungen (Jahr, Titel, Album, Platzierungen, Wochen, Auszeichnungen, Anmerkungen) | Höchstplatzierung, Gesamtwochen, AuszeichnungChartplatzierungen (Jahr, Titel, Album, Platzierungen, Wochen, Auszeichnungen, Anmerkungen) | Höchstplatzierung, Gesamtwochen, AuszeichnungChartplatzierungen (Jahr, Titel, Album, Platzierungen, Wochen, Auszeichnungen, Anmerkungen) | Anmerkungen                                                         |
| Jahr | Titel Album                                                    | DE | AT | CH | Anmerkungen                                                         |
| ---- | -------------------------------------------------------------- | --- | --- | --- | ------------------------------------------------------------------- |
| 2013 | Jetzt und hier für immer Glücksgefühle                         | — | — | — | Erstveröffentlichung: 9. August 2013                                |
| 2013 | Für immer ist nicht lang genug Feuer und Flamme                | — | — | — | Erstveröffentlichung: 2013                                          |
| 2014 | Irgendwann Pure Lebensfreude                                   | DE87 (2 Wo.)DE | AT66 (1 Wo.)AT | CH44 (1 Wo.)CH | Erstveröffentlichung: 28. März 2014                                 |
| 2014 | Auf die Plätze, fertig, ins Glück! Bis hierher und viel weiter | DE75 (1 Wo.)DE | AT65 (1 Wo.)AT | CH61 (2 Wo.)CH | Erstveröffentlichung: September 2014                                |
| 2014 | Wir leben laut Bis hierher und viel weiter                     | — | — | — | Erstveröffentlichung: 12. Dezember 2014                             |
| 2015 | Sommer Bis hierher und viel weiter                             | — | — | — | Erstveröffentlichung: 13. März 2015                                 |
| 2015 | Ohne Worte Bis hierher und viel weiter (Gold Edition)          | — | — | — | Erstveröffentlichung: 17. Juli 2015                                 |
| 2016 | Wo sind all die Romeos Kick im Augenblick (Fan-Edition)        | — | — | — | Erstveröffentlichung: 21. Oktober 2016                              |
| 2018 | Was geht ab Wohlfühlgarantie                                   | — | — | — | Erstveröffentlichung: 30. Juni 2018                                 |
| 2020 | Kleiner Stern Bunt – Best Of • Mini Schwiiz – mini Heimat      | — | — | — | Erstveröffentlichung: 27. November 2020                             |
| 2022 | Mosaik Ich würd’s wieder tun                                   | — | — | — | Erstveröffentlichung: 28. Juli 2022 Andrea Berg feat. Beatrice Egli |
| 2023 | Chliini Händ Balance                                           | — | — | — | Erstveröffentlichung: 13. April 2023                                |
| 2023 | Herzgesteuert Balance                                          | — | — | — | Erstveröffentlichung: 14. April 2023                                |
| 2023 | Das Wissen nur wir Balance                                     | — | — | — | Erstveröffentlichung: 29. Juni 2023 feat. Florian Silbereisen       |

## Sonderveröffentlichungen

### Alben
| Jahr | Titel Musiklabel          | Anmerkungen                                                                    |
| ---- | ------------------------- | ------------------------------------------------------------------------------ |
| 2024 | Laut & Live Ariola (Sony) | Erstveröffentlichung: 11. Oktober 2024 Teil von Alles in Balance – Laut & Live |

### Lieder
| Jahr | Titel Album                                              | Anmerkungen                                                           |
| ---- | -------------------------------------------------------- | --------------------------------------------------------------------- |
| 2017 | Die Hölle morgen früh Helene Fischer (Limitierte Fanbox) | Erstveröffentlichung: 12. Mai 2017 Helene Fischer feat. Beatrice Egli |
| 2022 | Mosaik Ich würd’s wieder tun                             | Erstveröffentlichung: 29. Juli 2022 Andrea Berg feat. Beatrice Egli   |

| Jahr | Titel Album                                                                                                  | Anmerkungen                                                                            |
| ---- | --- | -------------------------------------------------------------------------------------- |
| 2014 | Der deutsche Hitmix – Die Party 2014 Uwe Hübner präsentiert: DJ Hitparade … darauf tanzt Deutschland! Vol. 5 | Erstveröffentlichung: 6. Juni 2014 mit Wolfgang Petry, Brunner & Stelzer & Linda Hesse |
| 2014 | Brüderchen komm tanz mit mir Giraffenaffen 3                                                                 | Erstveröffentlichung: 14. November 2014 Original: Engelbert Humperdinck                |
| 2021 | Chliini Händ Sing meinen Song – Das Schweizer Tauschkonzert Vol. 2                                           | Erstveröffentlichung: 5. März 2021 Original: Kunz                                      |
| 2021 | Chliini Händ Sing meinen Song – Das Schweizer Tauschkonzert Vol. 2                                           | Erstveröffentlichung: 5. März 2021 mit Kunz                                            |
| 2021 | Die allerschönsten Songs (The Most Beautiful Song) Sing meinen Song – Das Schweizer Tauschkonzert Vol. 2     | Erstveröffentlichung: 5. März 2021 Original: Lunik                                     |
| 2021 | Elektrisch Sing meinen Song – Das Schweizer Tauschkonzert Vol. 2                                             | Erstveröffentlichung: 5. März 2021 Original: Adrian Stern                              |
| 2021 | Halt durch (Heb dure) Sing meinen Song – Das Schweizer Tauschkonzert Vol. 2                                  | Erstveröffentlichung: 5. März 2021 Original: Dodo                                      |
| 2021 | Ich fliege mit dem Wind Sing meinen Song – Das Schweizer Tauschkonzert Vol. 2                                | Erstveröffentlichung: 5. März 2021 Original: Seven – Wait for the Rain                 |
| 2021 | Sorry Sing meinen Song – Das Schweizer Tauschkonzert Vol. 2                                                  | Erstveröffentlichung: 5. März 2021 Original: Ta'Shan                                   |
| 2021 | We Are Alive (Wir leben laut) Sing meinen Song – Das Schweizer Tauschkonzert Vol. 2                          | Erstveröffentlichung: 5. März 2021 mit Jaël                                            |

| Jahr | Titel Soundtrack zu                     | Anmerkungen                           |
| ---- | --------------------------------------- | ------------------------------------- |
| 2019 | Du bist ein Sieger Playmobil – Der Film | Erstveröffentlichung: 30. August 2019 |

### Videoalben
| Jahr | Titel Musiklabel          | Anmerkungen                                                                    |
| ---- | ------------------------- | ------------------------------------------------------------------------------ |
| 2024 | Laut & Live Ariola (Sony) | Erstveröffentlichung: 11. Oktober 2024 Teil von Alles in Balance – Laut & Live |

## Statistik

### Chartauswertung
|                     | DE     | AT     | CH     |
| ------------------- | ------ | ------ | ------ |
| Nummer-eins-Alben   | DE2DE  | AT—AT  | CH8CH  |
| Top-10-Alben        | DE9DE  | AT10AT | CH9CH  |
| Alben in den Charts | DE11DE | AT11AT | CH11CH |

|                       | DE    | AT    | CH    |
| --------------------- | ----- | ----- | ----- |
| Nummer-eins-Singles   | DE1DE | AT1AT | CH1CH |
| Top-10-Singles        | DE1DE | AT1AT | CH1CH |
| Singles in den Charts | DE4DE | AT4AT | CH5CH |

|                          | DE    | AT    | CH    |
| ------------------------ | ----- | ----- | ----- |
| Nummer-eins-Videoalben   | DE—DE | AT—AT | CH—CH |
| Top-10-Videoalben        | DE—DE | AT1AT | CH1CH |
| Videoalben in den Charts | DE—DE | AT1AT | CH1CH |

### Auszeichnungen für Musikverkäufe
Anmerkung: Auszeichnungen in Ländern aus den Charttabellen bzw. Chartboxen sind in ebendiesen zu finden.
| Land/RegionAuszeichnungen für Musikverkäufe (Land/Region, Auszeichnungen, Verkäufe, Quellen) | Gold     | Platin       | Verkäufe  | Quellen           |
| -------------------------------------------------------------------------------------------- | -------- | ------------ | --------- | ----------------- |
| Deutschland (BVMI)                                                                           | 4× Gold4 | 4× Platin4   | 1.275.000 | musikindustrie.de |
| Österreich (IFPI)                                                                            | 2× Gold2 | 4× Platin4   | 67.500    | ifpi.at           |
| Schweiz (IFPI)                                                                               | 2× Gold2 | 2× Platin2   | 75.000    | hitparade.ch      |
| Insgesamt                                                                                    | 8× Gold8 | 10× Platin10 |           |                   |